# Związki arsenoorganiczne
Związki arsenoorganiczne – związki chemiczne zawierające w cząsteczce połączone atomy arsenu i węgla. Z uwagi na toksyczne właściwości stosowane były jako bojowe środki trujące i środki ochrony roślin.
Najważniejszymi związkami tego typu są:
- Acetarsol
- Adamsyt
- Arsenicyna A
- Arsyny
- Excelsior
- Kakodyl
- Kwas kakodylowy
- Melarsoprol
- Salwarsan